# Tillandsia juncea
Tillandsia juncea (Ruiz & Pav.) Poir., 1817 è una pianta della famiglia delle Bromeliaceae.

## Distribuzione e habitat
L'areale di questa specie si estende dal Messico, attraverso l'America centrale (Belize, Costa Rica, El Salvador, Guatemala, Honduras, Nicaragua, Panama) e i Caraibi (Cuba, Hispaniola, Giamaica, Trinidad), sino alla parte settentrionale del Sud America (Colombia, Venezuela, Ecuador, Peru, Bolivia e Brasile orientale).